# Nemopterella longicornis
Nemopterella longicornis är en insektsart som beskrevs av Bo Tjeder 1967. Nemopterella longicornis ingår i släktet Nemopterella och familjen Nemopteridae. Inga underarter finns listade i Catalogue of Life.